# Boerlagellopsis indica
Boerlagellopsis indica är en svampart som beskrevs av C. Ramesh 1988. Boerlagellopsis indica ingår i släktet Boerlagellopsis, ordningen Dothideales, klassen Dothideomycetes, divisionen sporsäcksvampar och riket svampar.   Inga underarter finns listade i Catalogue of Life.